# 宇宙雜訊
宇宙雜訊和星系電波雜訊是來自地球大氣層外的隨機雜訊，它可以從無線電接收器聽到和檢測。
宇宙雜訊的特徵大致上與熱雜訊相同。當高度指向性的天線指向太陽或天空中其它的地區，例如銀河系的中心，依據經驗宇宙雜訊是頻率在15MHz之上的無線電波。像類星體、超稠密天體都離地球非常的遙遠，輻射出的電磁波還蓋所有的頻率，包括無線電波。當下墜的物體因為與地球的大氣層摩擦而燃燒，被電離的氣體包圍著，從而產生無線電波，我們也能在無線電接受器聽到隕石墜落的聲音。來自外太空的宇宙微波背景輻射 (CMBR)，被阿諾·彭齊亞斯和羅伯特·威爾遜發現，稍後他們因為此一發現而獲得諾貝爾獎，也是宇宙雜訊的一種。CMBR被認為是大爆炸的遺跡，並且幾乎是均勻的瀰漫在整個天球。CMBR的頻寬非常廣大，但峰值落在微波的範圍內。